# Opharus insulsa
Opharus insulsa là một loài bướm đêm thuộc phân họ Arctiinae, họ Erebidae.